# Kraftwerk Karlshamn
Das Kraftwerk Karlshamn, schwedisch Karlshamnsverket, ist ein schwedisches Ölkraftwerk. Betreiber ist Sydkraft Thermal Power AB, eine Tochter der deutschen Uniper. Es liegt westlich von Karlshamn auf der Halbinsel Stärnö. Jeder der drei Blöcke hat 335 MW Leistung, einen eigenen Kamin mit 141 m Höhe und wird mit Heizöl wie zum Beispiel das Kraftwerk Ingolstadt in Deutschland betrieben. Das benötigte Heizöl wird in einem Felsenlager mit 800.000 m³ und mehreren kleinen Zisternenlagern gelagert. Das Felsenlager wurde von der schwedischen Regierung für die Krisenvorsorge finanziert. Die Anlieferung erfolgt per Schiff. Mittlerweile sind nur noch zwei Blöcke in Betrieb. Ein Block wurde 2015 geschlossen. Genauso wie die benachbarte Konverterstation der Swepol ist das Kraftwerk auf der 400-kV-Ebene angeschlossen. Das Kraftwerk kann durch Vorheizen in eine Zweistundenbereitschaft versetzt werden und ist somit innerhalb von zwei Stunden am Netz. Jeder Block hat eine Hochdruck-, eine Mitteldruck- und zwei Niederdruckturbinen. 2022 arbeiteten etwa 60 Beschäftigte im Kraftwerk.
Die Bedeutung des Kraftwerks Karlshamn für das Stromnetz liegt nicht darin, dass es ständig Strom produziert, sondern in seiner Reservefunktion für den Fall, dass andere Kraftwerke aufgrund von Revisionen oder von plötzlichen Schäden ausfallen oder sogenannte Dunkelflauten die Stromproduktion aus erneuerbaren Quellen reduzieren. Durch die Lage direkt an der HGÜ-Verbindung Swepol kann es die Notfallfunktion teilweise auch für das polnische Stromnetz übernehmen. Diese Notfälle finden in den gemäßigten Breiten bevorzugt in den Wintermonaten statt, da dann der Stromverbrauch dort höher ist als im Sommer.

## Geschichte
Die Entscheidung für den Kraftwerksbau in Karlshamn fiel, da Sydsvenska Kraftaktiebolaget, die spätere Sydkraft, keine Möglichkeit für den weiteren Ausbau der Wasserkraft sah, Kernenergie noch keine Möglichkeit war und Karlshamn die beste Anbindung ans Stromnetz bot, einen guten Hafen, Kühlwasser und Unterstützung durch die örtliche Politik hatte. Anfangs waren zwei kleine Blöcke und zwei größere Blöcke geplant. 1964 wurde Karlshamnsverkets Kraftgrupp AB gegründet. Anteilseigner waren Sydsvenska Kraftaktiebolaget (Sydkraft), AB Örebro Kraftförmedling, Voxnans Kraftaktiebolag, Stora Kopparbergs Bergslags AB und AB Bergslagens Gemensamma Kraftförvaltning. Plan war es, vier Blöcke mit insgesamt 1200 MW zu bauen. Baubeginn war 1966.
1969, 1971 und 1973 wurde jeweils einer der drei Blöcke gebaut. Geplant war das Kraftwerk für einen Betrieb von 3000 Stunden jährlich, also ein Drittel des Jahres. Als 1973 der dritte Block gebaut war, wurde auf einen vierten Block verzichtet. 1974 wurden über 4 TWh produziert, was bis heute (Stand 2022) der Jahresrekord für die jährliche Stromproduktion ist. Seit Anfang der 1980er-Jahre arbeitet Karlshamn als Reservekraftwerk hauptsächlich vom 16. November bis 15. März. In den 1990er-Jahren wurden größere Umbaumaßnahmen durchgeführt, um die Emissionen zu reduzieren. Seither haben Block 2 und 3 einen Katalysator zur Stickstoffabscheidung und Block 3 verfügt über einen Elektrofilter und eine Entschwefelungsanlage.
Karlshamnsverkets Kraftgrupp AB änderte seinen Namen Mitte der 1990er-Jahre in Karlshamn Kraft AB.
In den 2000er-Jahren wurde eine Gasturbine mit 36 MW Leistung errichtet, um das Kraftwerk schwarzstartfähig zu machen.
2001 erwarb E.ON den Mutterkonzern Sydkraft, der 2005 in E.ON Sverige umbenannt wurde. Bei der Abspaltung von Uniper kam E.ON Sverige zu Uniper. Da es bereits ein Unternehmen mit dem Namen Uniper in Schweden gab, wurde auf den ehemaligen Namen Sydkraft zurückgegriffen.
2007 wurde eine 5-MW-Pilotanlage zur Abscheidung von Kohlendioxid aus den Rauchgasen errichtet. Sie wurde an den Hilfsdampfkessel des Kraftwerks angeschlossen und 2008 in Betrieb genommen. Das Kohlendioxid wird in einer Ammoniak/wässrigen Lösung gebunden, wo es Ammoniumcarbonat (Hirschhornsalz) bildet.
2014 verkaufte Fortum seinen 30 Prozent-Anteil an dem Kraftwerk an E.ON.
2015 wurde Block 1 wegen schlechter Marktaussichten und eines hohen Investitionsbedarfs in Leittechnik und Rauchgasreinigung stillgelegt.
2021 fuhr das Kraftwerk bei milden Temperaturen an, um das polnische Stromnetz zu stabilisieren. Die Anlage läuft außerdem um die Stromerzeugung von Atomkraftwerken auszugleichen, die sich in Revision befinden. Im Jahr 2021 produzierte das Kraftwerk mehr elektrische Energie als in den 10 Jahren vorher. Da es bei Volllast 140.000 Liter Öl pro Stunde verbraucht, war es 2021 in Blekinge das Unternehmen, welches das meiste CO2 ausstieß.